# Les Oubeaux
Les Oubeaux ist eine Ortschaft im Département Calvados. Die ehemalige Gemeinde war Mitglied des Gemeindeverbandes Communauté de communes Isigny Grandcamp Intercom. Sie ging mit Wirkung vom 1. Januar 2017 mit Isigny-sur-Mer, Castilly, Neuilly-la-Forêt und Vouilly in der Commune nouvelle Isigny-sur-Mer auf. Seither ist sie eine Commune déléguée. Sie grenzte an Vouilly, Castilly und Neuilly-la-Forêt.

## Bevölkerungsentwicklung
| Jahr      | 1962 | 1968 | 1975 | 1982 | 1990 | 1999 | 2008 | 2016 |
| --------- | ---- | ---- | ---- | ---- | ---- | ---- | ---- | ---- |
| Einwohner | 321  | 315  | 272  | 260  | 264  | 232  | 223  | 214  |

## Sehenswürdigkeiten

Kirche Sainte-Marie-Magdeleine

- Kirche Sainte-Marie-Magdeleine